# Samtklettermaus
Die Samtklettermaus (Dendroprionomys rousseloti) ist ein seltenes Nagetier aus der Unterfamilie der Baummäuse. Sie ist die einzige Art der Gattung Dendroprionomys. Bisher sind nur acht Exemplare dieser Maus bekannt, die alle im Zoologischen Garten von Brazzaville gefunden wurden.
Die Erstbeschreibung der Art erfolgte 1966 durch Francis Petter auf Grundlage von drei Exemplaren, die in einem Bambusgestrüpp gefunden wurden. Der Holotyp dieser Art hat eine Kopf-Rumpf-Länge von 77 mm und eine Schwanzlänge von 108 mm. Der lange Schwanz wird vermutlich zum Greifen verwendet. Das kurze, dichte und weiche Fell ist oberseits braun und auf der Unterseite hellgrau bis weiß. Auch der Kopf hat eine braune Oberseite und eine weiße Unterseite. Von der Schnauze zieht sich auf jeder Seite ein schwarzbrauner Strich zu den Augen.
An den Händen fehlt der Daumen und auch der fünfte Finger ist klein. Die vorhandenen Finger besitzen kurze Krallen. An den Füßen ist die erste Zehe klein und die fünfte Zehe opponierbar. Die Zehen sind, mit Ausnahme der Ersten, mit langen Krallen ausgestattet.
Aufgrund der Zahnstruktur wird angenommen, dass sich die Samtklettermaus von Insekten ernährt.
Der Zoo von Brazzaville liegt in einem Wald auf sandigem Grund in etwa 300 Meter Meereshöhe. Es wird angenommen, dass die Art auch außerhalb des Geländes vorkommt. Die IUCN listet die Art unter „zu wenig Daten vorhanden“ (data deficient).